# Youri Doumtchev
Pour les articles homonymes, voir Doumtchev.
Yuriy Dumchev (en russe : Юрий Эдуардович Думчев, Iouri Edouardovitch Doumtchev), né le 5 août 1958 à Rossoch et mort le 10 février 2016 à Adler (Russie), est un athlète russe spécialiste du lancer du disque. Il est également acteur.  

## Biographie
Concourant pour l'Union soviétique dans les années 1970 et 1980, il se distingue le 29 mai 1983 à Moscou en établissant un nouveau record du monde du lancer du disque avec 71,86 m. Il améliore de 70 cm l'ancienne meilleure marque mondiale détenue par l'Allemand de l'Est Wolfgang Schmidt depuis la saison 1978. Cette performance constitue l'actuel record national de Russie.
Vainqueur des Championnats d'Europe juniors 1977, il se classe cinquième des Jeux olympiques de 1980 et termine au pied du podium des Jeux de Séoul, en 1988. Entretemps, en raison du boycott, il avait remporté la médaille d'or des Jeux de l'Amitié en 1984.
Depuis 1979, Youri Doumtchev a joué dans plus de 57 films. Parmi ses nombreux rôles au cinéma, il a été Plume blanche dans L'Homme du boulevard des Capucines (1987), un bandit dans Je veux aller en prison (1998), Khottabytch (2006) et des bandits, des gardes du corps dans de nombreuses séries télévisées.  Il a également participé à des dizaines de publicités et d'histoires pour le magazine cinématographique Yeralash.
Les dernières années, il continue à travailler comme entraîneur-chef de l'équipe nationale de Moscou au lancer du disque et au lancer du poids.
Il meurt dans la soirée du 10 février 2016 à Adler, où il avait amené l'équipe de Moscou en tant qu'entraîneur pour le concours de lancer à la mémoire d'Anatoli Lounev. Il a été enterré au cimetière Troïekourovskoïe à Moscou.

## Palmarès
| Date | Compétition                   | Lieu    | Résultat | Marque  |
| ---- | ----------------------------- | ------- | -------- | ------- |
| 1977 | Championnats d'Europe juniors | Donetsk | 1er      | 53,30 m |
| 1980 | Jeux olympiques               | Moscou  | 5e       | 65,58 m |
| 1988 | Jeux olympiques               | Séoul   | 4e       | 65,58 m |